# Kanjale, Khanapur
Kanjale là một làng thuộc tehsil Khanapur, huyện Belgaum, bang Karnataka, Ấn Độ.